# Genesis of Next
Singles de Globe
Stop! In the Name of Love
(2001) Many Classic Moments
(2002)
Genesis of Next (titré en minuscules : genesis of next) est le 25e single de Globe.

## Présentation
Le single, coécrit, composé et produit par Tetsuya Komuro, sort le 5 décembre 2001  au Japon sur le label Avex Globe de la compagnie Avex, trois semaines seulement après le précédent single du groupe, Stop! In the Name of Love. Il atteint la 8e place du classement des ventes de l'Oricon, et reste classé pendant sept semaines.
Le disque contient en fait cinq pistes durant de huit à dix minutes chacune, pour une durée totale de près de trois quarts d'heure.
La chanson-titre Genesis of Next est utilisée comme générique de fin de la série anime adaptée du manga Cyborg 009 ; une version alternative instrumentale de cette chanson ("Ver. 0,8") était déjà parue trois mois auparavant sur l'album de remix du groupe Global Trance et figure à nouveau sur le single, ainsi qu'une autre version remixée par le DJ Tatsumaki. Le single contient une deuxième chanson, What's the Justice?, qui a quant-à-elle servi de générique d'ouverture à la série Cyborg 009 ; sa version instrumentale figure aussi sur le single.
Les deux chansons figureront dans des versions remaniées sur le sixième album original du groupe, Lights, qui sortira deux mois plus tard. La chanson-titre figurera aussi par la suite sur ses compilations Globe Decade de 2005 et 15 Years -Best Hit Selection- de 2010 ; elle sera aussi remixée sur son album de remix Global Trance 2 de 2002, et deux autres versions instrumentales ("piano only" et "orchestra version") figureront sur l'album de reprises de Tetsuya Komuro Piano Globe de 2003.

## Liste des titres
Toutes les chansons sont écrites, composées et arrangées par Tetsuya Komuro, sauf no 3 écrite par Keiko, et sont coécrites par Marc.
| CD    | CD                                                           | CD                                              | CD    | CD | CD | CD | CD | CD | CD |
| No    | Titre                                                        | Description                                     | Durée |    |    |    |    |    |    |
| ----- | ------------------------------------------------------------ | ----------------------------------------------- | ----- | -- | -- | -- | -- | -- | -- |
| 1.    | Genesis of Next (Original Mix) (genesis of next ...)         | Générique de fin de la série Cyborg 009         | 9:48  |    |    |    |    |    |    |
| 2.    | Genesis of Next (Tatsumaki Mix) (genesis of next ...)        | Version remixée par Tatsumaki                   | 7:53  |    |    |    |    |    |    |
| 3.    | What's the Justice? (Original Mix) (What's the justice? ...) | Générique d'ouverture de la série Cyborg 009    | 8:00  |    |    |    |    |    |    |
| 4.    | Genesis of Next (Ver. 0,8) (genesis of next ...)             | Version instrumentale, de l'album Global Trance | 9:51  |    |    |    |    |    |    |
| 5.    | What's the Justice? (Instrumental) (What's the justice? ...) | Version instrumentale                           | 8:00  |    |    |    |    |    |    |
| 43:32 |                                                              |                                                 |       |    |    |    |    |    |    |